# Unterseeboot 631
L'Unterseeboot 631 ou U-631 est un sous-marin allemand (U-Boot) de type VIIC utilisé par la Kriegsmarine pendant la Seconde Guerre mondiale.
Le sous-marin est commandé le 15 août 1940 à Hambourg (Blohm & Voss), sa quille est posée le 5 septembre 1941, il est lancé le 27 mai 1942 et mis en service le 16 juillet 1942, sous le commandement de l'Oberleutnant zur See Jürgen Krüger.
Il coule du tir d'une corvette britannique, en octobre 1943.

## Conception
Unterseeboot type VII, l'U-631 avait un déplacement de 769 tonnes en surface et 871 tonnes en plongée. Il avait une longueur totale de 67,10 m, un maître-bau de 6,20 m, une hauteur de 9,60 m et un tirant d'eau de 4,74 m. Le sous-marin était propulsé par deux hélices de 1,23 m, deux moteurs diesel Germaniawerft M6V 40/46 de 6 cylindres en ligne de 1 400 cv à 470 tr/min, produisant un total de 2 060 à 2 350 kW en surface et de deux moteurs électriques BBC GG UB 720/8 de 375 cv à 295 tr/min, produisant un total 550 kW, en plongée. Le sous-marin avait une vitesse en surface de 17,7 nœuds (32,8 km/h) et une vitesse de 7,6 nœuds (14,1 km/h) en plongée. Immergé, il avait un rayon d'action de 80 milles marins (150 km) à 4 nœuds (7,4 km/h; 4,6 milles par heure) et pouvait atteindre une profondeur de 230 m. En surface son rayon d'action était de 8 500 milles nautiques (soit 15 700 km) à 10 nœuds (19 km/h). 
L'U-631 était équipé de cinq tubes lance-torpilles de 53,3 cm (quatre montés à l'avant et un à l'arrière) qui contenait quatorze torpilles. Il était équipé d'un canon de 8,8 cm SK C/35 (220 coups) et d'un canon antiaérien de 20 mm Flak. Il pouvait transporter 26 mines TMA ou 39 mines TMB. Son équipage comprenait 4 officiers et 40 à 56 sous-mariniers.

## Historique
Il achève son temps d'entraînement dans la 5. Unterseebootsflottille le 31 décembre 1942, puis intègre une unité de combat dans la 9. Unterseebootsflottille.
L'U-631 quitte Kiel le 19 décembre 1942 pour l'Atlantique Nord. Le 29 décembre, le sous-marin attaque et coule un retardataire norvégien du convoi ON-156, qui avait appareillé de Liverpool le 24 décembre pour arriver à New York le 17 janvier 1943. C'est la seule perte de ce convoi. Il rentre ensuite à Brest le 4 février, après quarante-huit jours en mer.
Le 11 mars 1943, l'U-631 rejoint le groupe de combat (ou meute) Stürmer, en plein Atlantique.
Le 16 mars, le convoi HX-229 est repéré par l'U-336. Il avait appareillé de New York le 8 mars 1943. Manquant d'une escorte adéquate, il est l'un des convois les plus maltraité de la bataille de l'Atlantique, perdant plus du tiers de ses navires marchands. Attaqué à partir du 16 mars, il rejoint le lendemain le SC-122. L'addition des deux escortes s'avère insuffisante pour repousser les attaques des U-Boote. Les navires rescapés du convoi atteignent Liverpool le 23 mars. Le 17 mars à 14 h 6, l'U-631 torpille et coule un cargo néerlandais de ce convoi, transportant du blé et du courrier. Le naufrage provoque la mort de 36 des 97 hommes d'équipage. Les survivants sont secourus par l'USS Evans (DD-78) (en) et débarquent à Gourock.
Le sous-marin quitte Brest pour la dernière fois le 18 septembre 1943. Après trente jours de mer et aucun succès, l'U-631 coule le 17 octobre 1943 dans l'Atlantique Nord, au sud-est du Cap Farewell (Groenland), à la position 58° 13′ N, 32° 29′ O, par des charges de profondeur de la corvette britannique HMS Sunflower (K41) (en).
Les cinquante-quatre membres d'équipage meurent dans cette attaque.

## Affectations
- 5. Unterseebootsflottille du 16 juillet 1942 au 31 décembre 1942 (Période de formation).
- 9. Unterseebootsflottille du 1er janvier 1943 au 17 octobre 1943 (Unité combattante).

## Commandement
- Oberleutnant zur See Jürgen Krüger du 16 juillet 1942 au 17 octobre 1943.

## Patrouilles
|       | Commandant          | Départ            | Départ | Arrivée         | Arrivée | Jours     | Succès  |
| ----- | ------------------- | ----------------- | ------ | --------------- | ------- | --------- | ------- |
| 1     | Oblt. Jürgen Krüger | 19 décembre 1942  | Kiel   | 4 février 1943  | Brest   | 48 jours  | 3 978   |
| 2     | Oblt. Jürgen Krüger | 6 mars 1943       | Brest  | 11 mai 1943     | Brest   | 67 jours  | 5 158   |
| 3     | Oblt. Jürgen Krüger | 18 septembre 1943 | Brest  | 17 octobre 1943 | Coulé   | 30 jours  |         |
| Total | Total               | Total             | Total  | Total           | Total   | 145 jours | 9 136 t |

Note : Oblt. = Oberleutnant zur See

### Opérations Wolfpack
L'U-631 opéra avec les Rudeltaktik (meute de loups) durant sa carrière opérationnelle.
- Falke (28 décembre 1942 – 19 janvier 1943)
- Landsknecht (19-28 janvier 1943)
- Stürmer (11-20 mars 1943)
- Seewolf 2 (21-30 mars 1943)
- Meise (11-27 avril 1943)
- Rossbach (27 septembre – 9 octobre 1943)
- Schlieffen (14-17 octobre 1943)

## Navires coulés
L'U-631 coula 2 navires marchands totalisant 9 136 tonneaux au cours des 3 patrouilles (135 jours en mer) qu'il effectua.
| Date             | Nom       | Nationalité | Tonnage | Convoi  | Fait  | Localisation         |
| ---------------- | --------- | ----------- | ------- | ------- | ----- | -------------------- |
| 29 décembre 1942 | Ingerfem  | Norvège     | 3 978   | ONS-156 | Coulé | 59° 00′ N, 21° 00′ O |
| 17 mars 1943     | Terkoelei | Pays-Bas    | 5 158   | HX-229  | Coulé | 51° 45′ N, 31° 15′ O |